# 星野利元
星野 利元（ほしの としもと、1892年（明治25年）5月5日 - 1978年（昭和53年）8月21日）は、日本陸軍の軍人。最終階級は陸軍中将。

## 経歴
新潟県出身。星野三太郎の息子として生れる。陸軍中央幼年学校予科、同校本科を経て、1913年（大正2年）5月、陸軍士官学校（25期）を卒業。同年12月、陸軍歩兵少尉に任官し歩兵第18連隊付となる。1925年（大正14年）11月、陸軍大学校（37期）を卒業。
1927年（昭和2年）7月、陸軍歩兵学校教官となり、陸大教官、戦車第1連隊などを経て、1936年（昭和11年）2月から12月まで欧州に出張した。同年12月、歩兵大佐に進級し歩兵学校教官となった。翌年8月、戦車第5連隊長に就任し、教育総監部第4課長を経て、1939年（昭和14年）8月、陸軍少将に昇進。同年10月、教育総監部第2部長となった。
1941年（昭和16年）4月、公主嶺陸軍戦車学校長に就任し太平洋戦争を迎えた。1942年（昭和17年）8月、陸軍中将に進み、翌月、新設の戦車第1師団長に親補され満州に駐屯した。1945年（昭和20年）6月、第50軍司令官となり青森で本土決戦に備えたが、交戦することなく終戦を迎えた。
1945年11月、俘虜関係調査部長に就任し、同月、予備役に編入となった。1947年（昭和22年）11月28日、公職追放仮指定を受けた。

## 親族
- 兄 星野庄三郎（陸軍中将）

## 栄典
- 1940年（昭和15年）8月15日 - 紀元二千六百年祝典記念章[2]